# Whose Wife Is This?
Whose Wife Is This? è un cortometraggio muto del 1913 scritto e diretto da Colin Campbell.

## Produzione
Il film fu prodotto dalla Selig Polyscope Company.

## Distribuzione
Distribuito dalla General Film Company, il film - un cortometraggio di 157,25 metri - uscì nelle sale cinematografiche statunitensi il 10 gennaio 1913. Il 3 aprile di quello stesso anno, venne distribuito anche nel Regno Unito.
Nelle proiezioni, veniva programmato con il sistema dello split reel, accorpato in un'unica bobina con un altro cortometraggio prodotto dalla Selig, la commedia The Cowboy Editor.